# دم‌بلند دلاکور
دم‌بلند دلاکور (نام علمی: Trachypithecus delacouri) نام یک گونه از زیرخانواده شست‌بریدگان است. این گونه بوم‌زاد ویتنام می‌باشد. این یک گونه در معرض انقراض از نخستی‌سانان است. دم‌بلند دلاکور دارای بدنی است به طول ۵۷ تا ۶۲ سانتی‌متر با یک دم به طول ۸۲ تا ۸۸ سانتی‌متر درازا. وزن نرهای این حیوان ۷٫۵ و ۱۰٫۵ کیلوگرم و وزن ماده‌ها نیز در ۶٫۲ تا ۹٫۲ کیلوگرم است.